# Cvjetko Popović
Cvjetko Popović (srbsko: Цвјетко Поповић), srbski atentator in profesor filozofije, * 1896 Prnjavor, Bosna in Hercegovina, Avstro-Ogrska, † 9. junij 1980, Sarajevo, SR Bosna in Hercegovina, SFR Jugoslavija.
Popović je bil član Mlade Bosne, kjer je bil vpleten v atentat na avstro-ogrskega prestolonaslednika Franca Ferdinanda. Po aretaciji je bil obsojen na 13 let težke ječe, vendar je bil iz ječe izpuščen po koncu prve svetovne vojne leta 1918. Po izpustitvi iz zapora se je Popović vrnil k poučevanju kot profesor filozofije in sčasoma postal vodja etnografskega oddelka sarajevskega muzeja.